# Egzamin maturalny
Uwaga! Ten artykuł opisuje nieaktualny stan prawny. Jeśli możesz, popraw treść na podstawie najświeższych informacji.
Dokładniejsze informacje o tym, co należy poprawić, być może znajdują się w dyskusji tego artykułu.
 Po wyeliminowaniu niedoskonałości należy usunąć szablon {{Dopracować}} z tego artykułu.

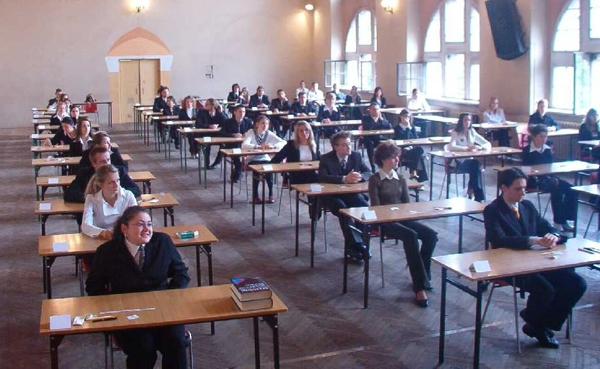
Egzamin maturalny z języka polskiego

Egzamin maturalny – egzamin państwowy w Polsce, składany od 2005 przez absolwentów szkół średnich, wprowadzony w ramach reformy edukacji zapoczątkowanej w 1999. Egzamin ten zastąpił egzamin dojrzałości (tzw. starą maturę).
W 2005 roku egzamin dojrzałości napisali jedynie absolwenci pięcioletnich szkół średnich zawodowych oraz pięcioletnich liceów dwujęzycznych.
Pierwotnie wprowadzenie egzaminu maturalnego planowane było na rok 2002, jednakże ówczesna minister edukacji narodowej i sportu, Krystyna Łybacka, zdecydowała o przesunięciu go na rok 2005. Ostatecznie, w drodze wyjątku, w roku 2002 uczniowie mogli wybierać pomiędzy starą a nową maturą.
Założeniem nowej matury jest zastąpienie egzaminów wstępnych na uczelnie wyższe. Egzamin zdaje się z przedmiotów obowiązkowych: języka polskiego, matematyki (od 2010), języka mniejszości narodowej (tylko dla uczniów szkół lub oddziałów z nauczaniem tego języka), mniejszości etnicznej, regionalnego i wybranego języka obcego nowożytnego, a także dodatkowych przedmiotów (maksymalnie sześć). Wszystkie egzaminy przeprowadzane są w formie pisemnej, a język polski, języki mniejszości narodowych oraz języki obce nowożytne dodatkowo ustnie.
W Polsce egzamin dojrzałości wprowadzono w 1812 w Księstwie Warszawskim w szkołach departamentowych. W 2005 egzamin ten został zastąpiony przez egzamin maturalny.

## Informacje o maturze

### Procedury
Egzamin maturalny przeprowadzany jest przez Okręgowe Komisje Egzaminacyjne w jednej sesji, trwającej od maja do września (od roku szkolnego 2006/2007 zrezygnowano z drugiej sesji – zimowej). Harmonogram przeprowadzania egzaminu maturalnego ustala dyrektor Centralnej Komisji Egzaminacyjnej i ogłasza go na stronie internetowej CKE, nie później niż 4 miesiące przed terminem egzaminu. W czerwcu (w terminie dodatkowym) zdający może przystąpić do egzaminu tylko w razie wystąpienia poważnych wypadków losowych lub zdrowotnych. Do egzaminu w terminie poprawkowym (w sierpniu) zdający może przystąpić, jeśli nie zdał jednego egzaminu z przedmiotu obowiązkowego w części pisemnej lub ustnej. Jeżeli ponownie nie zda egzaminu, może do niego przystąpić kolejny raz w maju następnego roku. Osoba, której unieważniono egzamin, nie może przystąpić do egzaminu w sesji poprawkowej.
Zdający przystępują do egzaminu maturalnego w szkole, którą ukończyli. W sytuacjach szczególnych, np. w sytuacji braku w wyposażeniu pracowni informatycznych lub też braku wykwalifikowanych egzaminatorów, egzamin maturalny może być przeprowadzony w innej placówce, wskazanej przez właściwą Okręgową Komisję Egzaminacyjną. Za zorganizowanie i przebieg egzaminu maturalnego w danej szkole odpowiada przewodniczący szkolnego zespołu egzaminacyjnego, którym jest dyrektor szkoły.
Część ustną egzaminu maturalnego z poszczególnych przedmiotów przeprowadzają przedmiotowe zespoły egzaminacyjne. W skład przedmiotowego zespołu egzaminacyjnego wchodzą dwie (do sesji 2006 trzy) osoby:
- przewodniczący, będący egzaminatorem Okręgowej Komisji Egzaminacyjnej, wpisany do ewidencji;
- nauczyciel danego przedmiotu zatrudniony w innej szkole lub placówce, który nie musi być egzaminatorem OKE.

Żaden z egzaminatorów w przeciągu ostatniego roku szkolnego nie mógł być nauczycielem zdającego.
Do przeprowadzenia części pisemnej egzaminu maturalnego przewodniczący szkolnego zespołu egzaminacyjnego powołuje zespoły nadzorujące przebieg egzaminu maturalnego w poszczególnych salach oraz przewodniczących tych zespołów. Co najmniej jeden nauczyciel w tym zespole powinien być zatrudniony w innej szkole lub w placówce, wskazanej przez dyrektora komisji okręgowej. W skład zespołu nadzorującego nie mogą wchodzić nauczyciele danego przedmiotu oraz wychowawcy zdających.

### Podstawy prawne matury
- Rozporządzenie Ministra Edukacji Narodowej z dnia 21 grudnia 2016 r. w sprawie szczegółowych warunków i sposobu przeprowadzania egzaminu maturalnego (Dz.U. z 2023 r. poz. 2537)
- Rozporządzenie Ministra Edukacji i Nauki z dnia 1 sierpnia 2022 r. w sprawie egzaminu maturalnego (Dz.U. z 2024 r. poz. 302)
- Rozporządzenie Ministra Edukacji Narodowej z dnia 24 lipca 2015 r. w sprawie warunków organizowania kształcenia, wychowania i opieki dla dzieci i młodzieży niepełnosprawnych, niedostosowanych społecznie i zagrożonych niedostosowaniem społecznym (Dz.U. z 2015 r. poz. 1113)
- Rozporządzenie Ministra Edukacji Narodowej z dnia 27 sierpnia 2019 r. w sprawie świadectw, dyplomów państwowych i innych druków (Dz.U. z 2019 r. poz. 1700)
- Ustawa z dnia 7 września 1991 r. o systemie oświaty (Dz.U. z 2022 r. poz. 2230)
- Ustawa z dnia 5 sierpnia 2010 r. o ochronie informacji niejawnych (Dz.U. z 2024 r. poz. 632)
- Ustawa z dnia 14 lipca 1983 r. o narodowym zasobie archiwalnym i archiwach (Dz.U. z 2020 r. poz. 164)
- Ustawa z dnia 10 maja 2018 r. o ochronie danych osobowych (Dz.U. z 2019 r. poz. 1781)
- Rozporządzenia Parlamentu Europejskiego i Rady (UE) 2016/679 z dnia 27 kwietnia 2016 r. w sprawie ochrony osób fizycznych w związku z przetwarzaniem danych osobowych i w sprawie swobodnego przepływu takich danych oraz uchylenia dyrektywy 95/46/WE (ogólne rozporządzenie o ochronie danych) (CELEX: 32016R0679)

### Przedmioty maturalne

#### Egzamin w formule sprzed 2015 r.
Do roku szkolnego 2013/2014 egzaminy pisemne z każdego przedmiotu dzieliły się na część podstawową oraz rozszerzoną. Aby egzamin maturalny był zaliczony, zdający musiał uzyskać co najmniej 30% punktów z części podstawowych wszystkich przedmiotów obowiązkowych; część rozszerzona nie była wymagana do zaliczenia egzaminu. Ponadto zdający musiał uzyskać co najmniej 30% możliwej liczby punktów z dwóch obowiązkowych egzaminów ustnych – z języka polskiego oraz języka obcego nowożytnego.

#### Zmiany wprowadzone od 2015 r.
Zmiany w formule przeprowadzania egzaminu dotyczą absolwentów liceum ogólnokształcącego począwszy od roku szkolnego 2014/2015. Osoby, które w roku szkolnym 2014/2015 ponownie przystąpiły do egzaminu maturalnego, zdawały go w starej formule. Zmiany obejmują także absolwentów technikum z roku szkolnego 2015/2016 i następnych.
Od roku szkolnego 2014/2015 egzamin opiera się na podstawie programowej kształcenia ogólnego, a nie na standardach egzaminacyjnych. Wynik egzaminu pisemnego jest podawany nie tylko w procentach, ale również w skali centylowej. Egzamin ustny z języka polskiego, języka mniejszości narodowej i etnicznej oraz języka regionalnego sprawdza umiejętność tworzenia wypowiedzi ustnej inspirowanej tekstem kultury. Przedmioty dodatkowe zdawane są tylko na poziomie rozszerzonym (obowiązkowy język obcy nowożytny jako przedmiot dodatkowy na poziomie rozszerzonym lub dwujęzycznym w części pisemnej albo w części pisemnej i ustnej na poziomie dwujęzycznym). Język obcy inny niż obowiązkowy jako przedmiot dodatkowy może być zdawany tylko na poziomie rozszerzonym albo dwujęzycznym w części pisemnej lub w części pisemnej i w przypadku poziomu rozszerzonego w części pisemnej – części ustnej bez określania poziomu, a w przypadku poziomu dwujęzycznego w części pisemnej – części ustnej na poziomie dwujęzycznym. Każdy absolwent może przystąpić do egzaminu z języka obcego na poziomie dwujęzycznym. Egzamin maturalny z języka mniejszości narodowej, języka mniejszości etnicznej i języka regionalnego (jako przedmiotu dodatkowego) może być zdawany w części pisemnej albo w części pisemnej i ustnej. Nie ma już możliwości zdawania egzaminu z wiedzy o tańcu, gdyż nie ujęto tego przedmiotu w podstawie programowej kształcenia ogólnego. Aby egzamin został zaliczony, zdający musi:
- otrzymać z egzaminu z każdego przedmiotu obowiązkowego (pisemnego, a w przypadku języka polskiego, języka obcego nowożytnego i ewentualnie języka mniejszości narodowej także ustnego) co najmniej 30% z wszystkich możliwych punktów;
- przystąpić do egzaminu z co najmniej 1 przedmiotu dodatkowego.

Zdający nie zdał egzaminu, jeśli przystąpił do egzaminu tylko z 1 przedmiotu dodatkowego i egzamin ten został mu unieważniony.
Zmiany wprowadzone od 2023 r.
Zmiany w formule przeprowadzania egzaminu dotyczą absolwentów liceum ogólnokształcącego, techników i szkół branżowych II stopnia, którzy jednocześnie byli absolwentami ośmioletniej szkoły podstawowej wprowadzonej w wyniku reformy oświaty z 2017 roku. Absolwenci trzyletnich liceów przystępują do egzaminu w formule 2015 do 2027 roku.
Od roku szkolnego 2024/2025 egzamin opiera się na podstawie programowej kształcenia ogólnego. Celem zmian egzaminu w formule 2023 jest dostosowanie wymagań do możliwości uczniów uczących się w nowym systemie 8+4 (bez gimnazjów). Największe zmiany dotknęły egzamin maturalny z języka polskiego na poziomie podstawowym.
| Zmiany w egzaminie maturalnym z języka polskiego w formule 2023 | Zmiany w egzaminie maturalnym z języka polskiego w formule 2023 | Zmiany w egzaminie maturalnym z języka polskiego w formule 2023 |
| --------------------------------------------------------------- | --------------------------------------------------------------- | --------------------------------------------------------------- |
| Formuła 2015                                                    | Formuła 2023                                                    | Formuła 2023 (od roku szkolnego 2024/2025)                      |
| Czas trwania egzaminu: 170 minut                                | Czas trwania egzaminu: 240 minut                                | Czas trwania egzaminu: 240 minut                                |
| Egzamin na 70 punktów                                           | Egzamin na 60 punktów                                           | Egzamin na 70 punktów                                           |
| Wypracowanie na 50 punktów                                      | Wypracowanie na 35 punktów                                      | Wypracowanie na 35 punktów                                      |
| W wypracowaniu ma być co najmniej 250 słów                      | W wypracowaniu ma być co najmniej 300 słów                      | W wypracowaniu ma być co najmniej 400 słów                      |

#### Lista przedmiotów zdawanych na egzaminie
| CZĘŚĆ USTNA | |
| przedmioty obowiązkowe | przedmioty dodatkowe |
| - język polski – zdawany na jednym poziomie określonym w standardach (od roku szkolnego 2014/2015 oparty na podstawie programowej) (do roku szkolnego 2013/2014 prezentacja maturalna, od roku szkolnego 2014/2015 wypowiedź) - język obcy nowożytny – zdawany na jednym poziomie określonym w standardach (od roku szkolnego 2014/2015 oparty na podstawie programowej), wybrany spośród następujących: - angielski - francuski - hiszpański - niemiecki - rosyjski - włoski - język mniejszości narodowej (dla absolwentów szkół lub oddziałów z nauczaniem języka danej mniejszości narodowej) – zdawany na jednym poziomie określonym w standardach (od roku szkolnego 2014/2015 oparty na podstawie programowej) (do roku szkolnego 2013/2014 prezentacja maturalna, od roku szkolnego 2014/2015 wypowiedź): - białoruski - litewski - ukraiński - niemiecki (od roku szkolnego 2014/2015) | - język obcy nowożytny – ten sam, który został wybrany w części obowiązkowej – zdawany na poziomie dwujęzycznym (do roku szkolnego 2013/2014 tylko absolwenci szkół lub oddziałów dwujęzycznych) - język obcy nowożytny – inny niż wybrany jako obowiązkowy – zdawany na jednym poziomie określonym w standardach (od roku szkolnego 2014/2015 oparty na podstawie programowej) lub na poziomie dwujęzycznym (do roku szkolnego 2013/2014 tylko absolwenci szkół lub oddziałów dwujęzycznych) - język mniejszości narodowej (dla absolwentów szkół, w których język mniejszości narodowej nie jest przedmiotem obowiązkowym) - język mniejszości etnicznej – zdawany na jednym poziomie określonym w standardach (od roku szkolnego 2014/2015 oparty na podstawie programowej) (do roku szkolnego 2013/2014 prezentacja maturalna, od roku szkolnego 2014/2015 wypowiedź) - język regionalny – zdawany na jednym poziomie określonym w standardach (od roku szkolnego 2014/2015 oparty na podstawie programowej) (do roku szkolnego 2013/2014 prezentacja maturalna, od roku szkolnego 2014/2015 wypowiedź): - kaszubski |
| CZĘŚĆ PISEMNA | |
| przedmioty obowiązkowe | przedmioty dodatkowe |
| zdawane na poziomie podstawowym | zdawane na poziomie podstawowym lub rozszerzonym (od roku 2014/2015 tylko na poziomie rozszerzonym lub dwujęzycznym w przypadku języków obcych) |
| - język polski - matematyka - język obcy nowożytny (ten sam, który został wybrany jako obowiązkowy w części ustnej) - język mniejszości narodowej (dla absolwentów szkół lub oddziałów z nauczaniem języka danej mniejszości narodowej) | - maksymalnie sześć przedmiotów dodatkowych (do roku szkolnego 2013/2014 nie były obowiązkowe, od roku szkolnego 2014/2015 obowiązkowy co najmniej jeden) zdawane na wybranym poziomie; spośród następujących: - język polski (tylko poziom rozszerzony) - matematyka (tylko poziom rozszerzony) - język mniejszości narodowej (poziom rozszerzony dla absolwentów szkół lub oddziałów z nauczaniem języka danej mniejszości narodowej, do roku szkolnego 2013/2014 dla pozostałych poziom podstawowy lub rozszerzony do wyboru, od roku szkolnego 2014/2015 tylko rozszerzony) - język obcy nowożytny – ten sam, który był wybrany jako obowiązkowy (poziom rozszerzony lub dwujęzyczny (do roku szkolnego 2013/2014 tylko absolwenci szkół lub oddziałów dwujęzycznych)) - język obcy nowożytny – inny niż wybrany jako obowiązkowy (poziom podstawowy, rozszerzony lub dwujęzyczny (do roku szkolnego 2013/2014 tylko absolwenci szkół lub oddziałów dwujęzycznych)) - biologia - chemia - filozofia - fizyka z astronomią - geografia - historia - historia muzyki - historia sztuki - informatyka - język łaciński i kultura antyczna - wiedza o społeczeństwie - wiedza o tańcu (od roku szkolnego 2014/2015 tylko dla osób przystępujących do egzaminu w starej formule) - język mniejszości etnicznej - język regionalny – kaszubski |

#### Charakterystyka egzaminów ustnych

##### Język polski
W roku szkolnym 2014/2015 po raz pierwszy zdawano ustną część matury w nowej formule. Egzamin trwa około 30 min. i składa się z trzech części. Najpierw zdający losuje zagadnienie (opracowane przez Centralną Komisję Egzaminacyjną), które dotyczy tekstu kultury. Kolejne 15 minut przeznaczone jest na przygotowanie wypowiedzi, która trwa około 10 min., a następnie przez ok. 5 min. komisja egzaminacyjna przeprowadza rozmowę dotyczącą wygłoszonego tekstu.
Zasadniczą zmianą są nowe zestawy maturalne, które dotyczą tekstów kultury. Oznacza to, że w każdym zestawie pojawia się pytanie (problem), który zostaje zilustrowany tekstem literackim, obrazem, plakatem, rzeźbą lub tekstem popularnonaukowym. Omawiając wskazane zagadnienie, maturzysta musi odwołać się do innych tekstów kultury (w tym momencie zdający mogą przywołać np. oglądane przez siebie filmy lub czytane książki spoza kanonu szkolnego).
Przygotowywana przez zdającego wypowiedź powinna zawierać wstęp, tezę lub hipotezę, argumenty i wnioski. Dyskusja członków komisji egzaminacyjnej z maturzystą ma dotyczyć wyłącznie jego wypowiedzi, toteż egzaminatorzy nie powinni zadawać pytań niezwiązanych w ogóle z tematem. Pytania powinny być konsekwencją i rozszerzeniem tego, o czym mówił zdający.
Matura ustna jest oceniana według kryteriów holistycznych. Brane są pod uwagę przede wszystkim warstwa merytoryczna, organizacja tekstu oraz poziom sprawności komunikacyjnych zdającego i poprawności językowej jego wypowiedzi. Meritum wypowiedzi monologowej stanowi 40 proc. (16 pkt) całej oceny, organizacja tej wypowiedzi – 20 proc. (8
pkt), język i styl – 20 proc. (8 pkt), meritum wypowiedzi podczas
rozmowy – 20 proc. (8 pkt). Maksymalnie do zdobycia jest 40 pkt., aby zdać, należy otrzymać minimum 12 pkt.
Do roku szkolnego 2013/2014 egzamin ustny odbywał się w formie prezentacji zagadnienia literacko-naukowego, będącego wynikiem pracy i badań przez poprzedzający okres ponad 6 miesięcy. We wrześniu, uczniowie szkoły, którzy zadeklarowali chęć zdawania matury, otrzymywali listę tematów obowiązujących na matury ustne. Tematów było zazwyczaj więcej aniżeli uczniów w szkole. Do końca września przyszły maturzysta deklarował zagadnienie, którym się zajmie. Jeden temat mógł zostać wybrany przez kilku uczniów, ale zalecało się, by tego nie robić. W terminie około miesiąca przed egzaminem (a zatem mniej więcej w połowie kwietnia) uczeń musiał dostarczyć nauczycielowi języka polskiego kompletną bibliografię, którą posiłkował się, pisząc pracę. Bibliografia powinna była być podzielona na cztery sekcje: literaturę przedmiotu, podmiotu, ramowy plan prezentacji, oraz niekiedy – wykaz niezbędnych środków audiowizualnych i pomocy naukowych. Kopie oddanego przez ucznia dokumentu trafiały do każdego członka komisji, który w czasie miesiąca powinien był zapoznać się z bibliografią uczniowską, a także tematyką jego zagadnienia. Nie oddawało się pełnej treści pracy.
Po trwającej około 15 minut prezentacji, zdający musiał obronić swoją pracę w trwającej do 10 minut rozmowie z komisją. Pytania zespołu egzaminującego dotyczyły zazwyczaj bibliografii (uczeń powinien być przygotowany na pytanie dotyczące każdej pozycji, którą w niej zawarł, dlatego najczęściej uczniowie ograniczali listę do 3-4 lektur z literatury przedmiotu i 2-3 z literatury podmiotu). Komisja mogła również odwołać się do zagadnień poruszanych w prezentacji lub ściśle z nią związanych. Czasem członek zespołu mógł również zapytać zdającego o powód wybrania pracy, o jego opinię na pewien powiązany temat, co sprawdzało jego umiejętności językowe w spontanicznej wypowiedzi.
W czasie 15-minutowej prezentacji, zdający był oceniany za treść merytoryczną, język i styl, którym się posługuje, a także subiektywne wrażenie umiejętności przekazu i zainteresowania słuchającego. Za prezentację można było uzyskać do 5 punktów (3 za zawartość merytoryczną i 2 za kompozycję), do tego maksymalnie 7 za pełne i poprawne odpowiedzi na pytania komisji, oraz do 8 za język i styl – zarówno w czasie prezentacji, jak i rozmowy z komisją. Łącznie do zdobycia w części ustnej jest więc 20 punktów. Aby egzamin był zdany, należało uzyskać co najmniej 6 punktów. Niepodjęcie rozmowy z członkami komisji po przedstawieniu prezentacji równoznaczne było z niezdaniem egzaminu.

##### Język obcy
Język obcy nowożytny zdawany jest bez określania poziomu – nie ma podziału na poziom podstawowy i rozszerzony.
Celem części ustnej egzaminu maturalnego z języka obcego nowożytnego jest ocena sprawności mówienia, rozumianej jako kompetencja komunikacyjna zdającego.
Egzamin trwa około 15 minut. Egzamin ma formę rozmowy zdającego z osobą egzaminującą, obserwowanej przez drugiego
nauczyciela, który nie bierze aktywnego udziału w rozmowie. W sali przebywa jedna osoba zdająca – losuje ona na początku zestaw pytań i przekazuje go egzaminującemu. Egzamin rozpoczyna się od rozmowy wstępnej, podczas której egzaminujący zadaje zdającemu kilka pytań związanych z jego życiem i zainteresowaniami (celem rozmowy jest umożliwienie zdającemu oswojenia się z sytuacją egzaminacyjną, czas trwania ok. 2 minut); po rozmowie wstępnej egzaminujący przekazuje wylosowany wcześniej zestaw zdającemu. Po otrzymaniu zestawu zdający przystępuje do wykonania zadań od 1. do 3.: zadanie pierwsze polega na przeprowadzeniu rozmowy, w której zdający i egzaminujący odgrywają wskazane w poleceniu role (maks. 3 minuty); w zadaniu drugim zdający opisuje ilustrację zamieszczoną w wylosowanym zestawie oraz odpowiada na trzy pytania postawione przez egzaminującego (maks. 4 minuty); w zadaniu trzecim zdający wypowiada się na podstawie materiału stymulującego i odpowiada na dwa pytania postawione przez egzaminującego (maks. 5 minut). Zdający wykonuje zadania w takiej kolejności, w jakiej są one zamieszczone w zestawie egzaminacyjnym; nie ma możliwości powrotu do zadania, które zostało zakończone lub opuszczone. Każda wypowiedź jest oceniana w następujących kryteriach: sprawność komunikatywna (18 pkt.), zakres struktur leksykalno-gramatycznych (4 pkt.), poprawność struktur leksykalno-gramatycznych (4 pkt.), wymowa (2 pkt.), płynność wypowiedzi (2 pkt.). Łącznie zdobyć można 30 punktów. Aby zdać egzamin, należy uzyskać min. 9 punktów.

#### Charakterystyka egzaminów pisemnych

##### Język polski

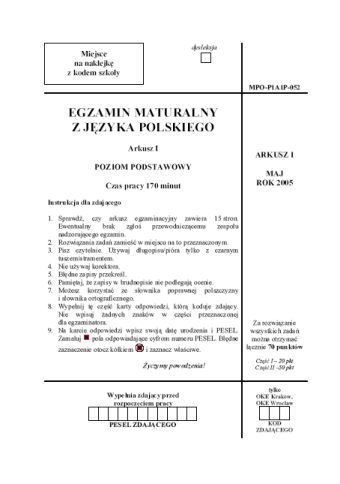
Przykładowa pierwsza strona arkusza maturalnego z języka polskiego w 2005 roku

Maturę z języka polskiego można zdawać na poziomie podstawowym (170 min.) lub rozszerzonym (180 min.). Wybór poziomu uczeń musi zadeklarować do 3 miesięcy przed rozpoczęciem egzaminów. Do roku szkolnego 2013/2014 włącznie arkusz podstawowy składał się z dwóch części – testu z czytania ze zrozumieniem odnoszącego się do jednego tekstu i wypracowania. Długość tekstu, w oparciu o który uczeń musiał odpowiedzieć na ok. 15 pytań wynosiła zwykle koło 1200 słów. Za tę część można było zdobyć maksymalnie 20 punktów. 50 punktów można było zdobyć za napisanie wypracowania. Do wyboru były dwa tematy, dotyczyły one literatury i polegały najczęściej na interpretacji i analizie lub porównaniu dwóch utworów. Temat wypracowania mógł się odnosić do wiedzy ucznia na temat innego utworu (jego fabuły, kontekstów, wiedzy o bohaterach, ich charakterystyki, filozofii itp.). W zależności od pisma, wypracowanie powinno było zawierać 250 słów lub być dłuższe niż dwie strony – w przeciwnym wypadku egzaminator nie sprawdzał poprawności językowej, nie przyznając za nią punktów. Wypracowania nie na temat nie były oceniane.
Z części rozszerzonej zdający mógł zdobyć 40 punktów. Poziom ten polegał wyłącznie na wyborze jednego z dwóch tematów i napisaniu spójnego wypracowania na więcej niż 2 strony arkusza. Wypowiedzi nie na temat nie były sprawdzane. Tematy z części rozszerzonej były budowane na podobnej zasadzie jak te w podstawowej, wyższy był jednak ich stopień trudności, a model punktowania był bardziej szczegółowy.
Od roku szkolnego 2014/2015 na poziomie podstawowym zdający wykonuje polecenia dotyczące dwóch tekstów zamieszczonych w arkuszu (od roku szkolnego 2020/2021 zdający otrzymują 2 arkusze: z testem i wypracowaniem). Następnie zdający może wybrać rozprawkę problemową lub interpretację tekstu poetyckiego na poziomie podstawowym (min. 250 słów), a na poziomie rozszerzonym – wypowiedź argumentacyjną albo interpretację porównawczą dwóch utworów (min. 300 słów). Za część podstawową można nadal zdobyć 70 punktów (w tym za wypracowanie maks. 50), a za rozszerzoną – 40.
Tak jak z każdego przedmiotu, aby zdać maturę z języka polskiego, zdający musi uzyskać ponad 30% możliwej do zdobycia liczby punktów z części podstawowej (30% z 70 pkt. to 21 pkt.). Jeśli uczeń nie pobrał arkuszy rozszerzonych, na świadectwie maturalnym wpisywany jest jedynie wynik uzyskany na poziomie podstawowym. Jeśli je pobrał, to wpisywana jest liczba zdobytych punktów także z poziomu rozszerzonego (nawet gdy zdobędzie 0 punktów). Wyniki z obu części podaje się osobno.
Na egzaminie z języka polskiego można korzystać ze słowników poprawnej polszczyzny i ortograficznych, które szkoła musi zapewnić w liczbie co najmniej po jednym z każdego typu na 25 osób zdających.

##### Język obcy
Pisemną maturę z języka obcego nowożytnego jako przedmiotu obowiązkowego można zdawać na poziomie podstawowym lub rozszerzonym.
Do roku szkolnego 2013/2014 włącznie matura z języka obcego na poziomie podstawowym była jednym arkuszem zadań, składającym się z trzech części: rozumienie ze słuchu, czytanie ze zrozumieniem i wypowiedź pisemna. Pierwsza część to trwające mniej więcej 20 minut nagranie odtwarzane przez komisję z płyty CD (w skład tego czasu wchodzą dwa lub trzy odtwarzane dwukrotnie teksty oraz przerwy na zapoznanie się z poleceniami i zapisanie odpowiedzi). Do każdego tekstu odnosiło się zadanie, polegające na wyborze odpowiedzi A, B, C (lub D), zaznaczeniu, czy zdanie było w stosunku do tekstu prawdziwe czy fałszywe, dopasowaniu mówiących do podsumowań ich wypowiedzi itp. Za tę część arkusza można było otrzymać do 15 punktów. Część dotycząca czytania ze zrozumieniem zawierała trzy teksty z zadaniami polegającymi na wyborze odpowiedzi A, B, C (lub D), określeniu, czy dane zdania były prawdziwe czy fałszywe w stosunku do tekstu, dopasowaniu nagłówków do akapitów, porządkowaniu kolejności akapitów itp. W tej części zdający otrzymać mógł do 20 punktów. Ostatnią częścią arkusza było stworzenie dwóch własnych tekstów w oparciu o podane polecenia. Pierwszy to tzw. krótki tekst użytkowy (np. pocztówka, ogłoszenie, zaproszenie, ankieta, e-mail, notatka) – istotny był tu przekaz czterech informacji oraz język poprawny na tyle, aby komunikat był czytelny. Za ten tekst można było otrzymać do 5 punktów. Drugi, dłuższy tekst użytkowy, to list prywatny lub formalny, w którym zdający musiał przekazać cztery dwuczłonowe informacje, lecz już z zachowaniem odpowiedniej formy, z większym naciskiem na poprawność językową oraz bogactwo językowe. Za list można było otrzymać do 10 punktów. Za cały arkusz podstawowy można zdobyć 50 punktów. Czas na pracę z nim wynosił 120 minut.
Część rozszerzona składała się z arkuszy I i II, pomiędzy którymi była półgodzinna przerwa.
Arkusz I zawierał zadania otwarte – część gramatyczno-leksykalną, za którą zdający mógł otrzymać do 5 punktów (po 0,5 punktu za każdy element) oraz wypowiedź pisemną na jeden z trzech wybranych tematów, maksymalnie za 18 punktów. Zadania gramatyczno-leksykalne to np. parafrazy, wstawianie odpowiedniej formy podanego czasownika, uzupełnianie luk odpowiednim słowem, słowotwórstwo, częściowe tłumaczenie zdań. Tematy wypowiedzi pisemnej miały zawsze przypisaną do siebie formę – mogła to być rozprawka, opis, opowiadanie lub recenzja na 200 do 250 słów. Czas przeznaczony na rozwiązanie arkusza I wynosił 120 minut.
Arkusz II zawierał zadania zamknięte i sprawdzał umiejętność rozumienia ze słuchu, tekstu czytanego oraz rozpoznawania struktur leksykalno-gramatycznych. W części pierwszej odtworzone zostało ok. 20-minutowe nagranie, zawierające dwa dwukrotnie odtworzone teksty oraz przerwy na zapoznanie się z poleceniami i czas na zapisanie odpowiedzi. Za tę część można było otrzymać do 15 punktów. Następna część to praca z tekstami – rozwiązywanie zadań typu „prawda/fałsz”, test wielokrotnego wyboru, dopasowywanie nagłówków do akapitów, wstawianie wyrwanych fragmentów tekstu w odpowiednie miejsca itp. Ostatnim zadaniem był zawsze tekst z lukami, w które należy wstawić jedną z czterech podanych opcji (za każdą cząstkę tego zadania otrzymać można 0,5 punktu). Za arkusz II można było otrzymać maksymalnie 27 punktów. Czas na jego rozwiązanie wynosił 70 minut.
Od roku szkolnego 2014/2015 arkusze na obu poziomach zawierają zadania sprawdzające umiejętność rozumienia ze słuchu (3-4 zadania), rozumienia tekstów pisanych (3-4 zadania), znajomość środków językowych (2-3 zadania) oraz zadanie polegające na napisaniu wypowiedzi pisemnej. Zadania sprawdzające umiejętność rozumienia ze słuchu i rozumienia tekstów pisanych na obu poziomach mają formę zamkniętą (test wyboru wielokrotnego, na dobieranie, prawda/fałsz). Zadania sprawdzające znajomość środków językowych mają na poziomie podstawowym formę zamkniętą (test wyboru wielokrotnego, na dobieranie), natomiast na poziomie rozszerzonym mają zarówno formę otwartą (zadanie z luką, parafraza zdań, zadanie na słowotwórstwo, tłumaczenie fragmentów zdań na język obcy, układanie fragmentów zdań z podanych elementów leksykalnych), jak i zamkniętą (jak na poziomie podstawowym).
Na poziomie podstawowym zdający musi napisać tekst użytkowy (list w formie tradycyjnej, e-mail, wypowiedź na blogu albo post na forum internetowym). Nie ma możliwości wyboru wypowiedzi. Wypowiedź musi liczyć od 80 do 130 słów. Zdający musi rozwinąć 4 podane kwestie. Ocenie podlegają treść, spójność i logika wypowiedzi oraz zakres i poprawność środków wypowiedzi (razem maks. 10 punktów).
Część rozszerzona składa się z jednego arkusza. Na poziomie rozszerzonym zdający może sporządzić tekst argumentacyjny (list formalny, rozprawkę typu za i przeciw lub wyrażającą opinię albo artykuł publicystyczny). Zdający ma dwa tematy do wyboru. Każdy temat zawiera dwa elementy, które zdający powinien omówić w wypowiedzi. Wypowiedź musi liczyć od 200 do 250 słów. Oceniana jest zgodność z poleceniem, spójność i logika wypowiedzi oraz zakres i poprawność środków językowych (razem maks. 13 punktów). Egzamin na poziomie podstawowym trwa 120 minut, a na poziomie rozszerzonym 150 minut. Za rozwiązanie zadań w obu arkuszach można uzyskać 50 punktów.
Na egzaminie z języka obcego na żadnym poziomie nie wolno było korzystać ze słowników. Zasadę tę utrzymano także na egzaminie w nowej formule.

##### Inne przedmioty
| przedmiot                          |                                                   | limit czasu na arkusz, maksymalna liczba punktów do zdobycia | limit czasu na arkusz, maksymalna liczba punktów do zdobycia | limit czasu na arkusz, maksymalna liczba punktów do zdobycia | dozwolone pomoce naukowe |
| przedmiot                          | arkusz I (poziom podstawowy)                      | arkusz II (poziom rozszerzony)                               | arkusz w języku obcym1                                       | | dozwolone pomoce naukowe |
| biologia                           | 120 minut 50 pkt                                  | 150 minut 60 pkt                                             | 80 minut                                                     | - linijka - kalkulator prosty (nowy egzamin od roku szkolnego 2014/2015) - wybrane wzory i stałe fizykochemiczne na egzamin maturalny z biologii, chemii i fizyki (nowy egzamin od roku szkolnego 2014/2015)                             |                          |
| chemia                             | 120 minut 50 pkt                                  | 150 minut 60 pkt                                             | 80 minut                                                     | - karta wybranych tablic chemicznych (zapewniona przez szkołę), wybrane wzory i stałe fizykochemiczne na egzamin maturalny z biologii, chemii i fizyki (nowy egzamin od roku szkolnego 2014/2015) - linijka - kalkulator prosty          |                          |
| filozofia                          | 120 minut 50 pkt                                  | 180 minut 50 pkt                                             | –                                                            | – |                          |
| fizyka i astronomia                | 120 minut 50 pkt                                  | 150 minut 60 pkt                                             | 80 minut                                                     | - karta wybranych wzorów i stałych fizycznych (zapewniona przez szkołę), wybrane wzory i stałe fizykochemiczne na egzamin maturalny z biologii, chemii i fizyki (nowy egzamin od roku szkolnego 2014/2015) - linijka - kalkulator prosty |                          |
| geografia                          | 120 minut 50 pkt                                  | 150 minut 60 pkt                                             | 80 minut                                                     | - linijka - kalkulator prosty - lupa |                          |
| historia                           | 120 minut 100 pkt                                 | 180 minut 50 pkt                                             | 80 minut                                                     | - lupa |                          |
| historia muzyki                    | 120 minut 100 pkt                                 | 180 minut 50 pkt                                             | –                                                            | - odtwarzacz płyt CD z kompletem zapasowych baterii i słuchawkami - lupa |                          |
| historia sztuki                    | 120 minut 100 pkt                                 | 180 minut 50 pkt                                             | –                                                            | - lupa |                          |
| informatyka                        | Część I 75 minut 20 pkt Część II 120 minut 30 pkt | Część I 90 minut 20 pkt Część II 150 minut 30 pkt            | –                                                            | - kalkulator prosty |                          |
| język kaszubski                    | 120 minut 40 pkt                                  | 180 minut 60 pkt                                             | –                                                            | - słownik ortograficzny - słownik poprawnej polszczyzny - słownik języka kaszubskiego – nie mniej niż 1 na 25 osób |                          |
| język łaciński i kultura antyczna  | 120 minut 50 pkt                                  | 180 minut 50 pkt                                             | –                                                            | - słownik łacińsko-polski – dla każdego zdającego - mały atlas historyczny – nie mniej niż 1 na 25 osób |                          |
| języki mniejszości narodowych      | 170 minut 70 pkt                                  | 180 minut 45 pkt                                             | –                                                            | - słownik językowy (jedno- lub dwujęzyczny) – nie mniej niż 1 na 25 osób |                          |
| języki obce dla klas dwujęzycznych | –                                                 | Część I 90 minut 40 pkt Część II 150 minut 60 pkt            | –                                                            | – |                          |
| matematyka                         | 170 minut 50 pkt                                  | 180 minut 50 pkt                                             | 80 minut                                                     | - linijka - cyrkiel - wybrane wzory matematyczne (zapewnione przez szkołę) - kalkulator prosty |                          |
| wiedza o społeczeństwie            | 120 minut 100 pkt                                 | 180 minut 50 pkt                                             | –                                                            | - kalkulator prosty (nowy egzamin od roku szkolnego 2014/2015) |                          |
| wiedza o tańcu                     | 120 minut 100 pkt                                 | 180 minut 50 pkt                                             | –                                                            | – |                          |

### Przeliczanie punktów
Od matury 2007 przedmioty są zdawane tylko na jednym poziomie – podstawowym albo rozszerzonym. Aby zapewnić kompatybilność z poprzednimi maturami, wprowadzono specjalny przelicznik, dzięki któremu oblicza się liczbę punktów z egzaminu podstawowego dla maturzystów, którzy zdawali tylko poziom rozszerzony (tzw. ministerialna tabelka):
{\displaystyle Pp={\begin{cases}Pr&{\text{ dla: }}Pr<30\\{\frac {6Pr+100}{7}}&{\text{ dla: }}Pr\geqslant 30\end{cases}}}
gdzie:
Pp – liczba punktów procentowych z poziomu podstawowego
Pr – liczba punktów procentowych z poziomu rozszerzonego

### Świadectwo maturalne
Świadectwa maturalne są wypełniane i drukowane poza szkołą (przez właściwą okręgową komisję egzaminacyjną), co stanowi istotną różnicę w stosunku do tych z egzaminu dojrzałości przed rokiem 2005. Na świadectwie maturalnym zawarta jest informacja o procentowym wyniku z każdego zdawanego przez absolwenta przedmiotu, w tym z egzaminów ustnych z języka polskiego i języka obcego, obowiązkowego przedmiotu oraz ewentualnie przedmiotów dodatkowych. Przy liczbie punktów zaznaczony jest zdawany poziom, procentowe wyniki z arkuszy podstawowych i rozszerzonych są wyszczególnione osobno.
Przykładowe wzory świadectw maturalnych:
|  |  |  |

|  |

### Przebieg egzaminu pisemnego
Wszystkie matury zaczynają się o godzinie 9.00 lub 14.00 (harmonogram ustala dyrektor Centralnej Komisji Egzaminacyjnej). Zdający, który się spóźni, nie jest dopuszczany do egzaminu. W obecności uczniów zostają zaprezentowane zapakowane i zapieczętowane arkusze, które komisyjnie się otwiera. Następnie po rozdaniu, a przed rozpoczęciem pracy odbywa się etap kodowania. Wcześniej zostają zerwane plomby, które uniemożliwiają podejrzenie treści bez zerwania którejś z nalepek plombujących. Jeśli okaże się, że plomby zostały naruszone wcześniej lub też koperta z arkuszami jest naruszona, przewodniczący unieważnia cały egzamin.
Egzamin rozpoczyna się w momencie, gdy wszyscy zakodują swoje arkusze. Członek zespołu egzaminacyjnego powinien w widocznym miejscu (np. dużymi znakami na tablicy) zapisać godzinę rozpoczęcia i godzinę zakończenia egzaminu. Szkoła jest również zobowiązana do umieszczenia na sali zegara. Od momentu zakodowania arkuszy zabronione są wszelkie kontakty werbalne. Uzasadnione podejrzenie o próbie ściągania kończy się zakończeniem egzaminu dla ściągającego (równoznacznym z jego niezdaniem), a stosowny fakt odnotowuje się w dokumentacji.
W czasie egzaminu na ławce zdającego mogą znajdować się jedynie przybory, dopuszczone przez komisję (czarny długopis oraz te z listy dopuszczonych pomocy), dowód osobisty oraz materiały służące do kodowania (rozdane naklejki, paski z kodami itp.). Zabronione jest posiadanie na ławce maskotek, pożywienia i napojów. Dozwolone są specyficzne leki, zalecone przez lekarza, bez których zdający nie może obyć się na czas trwania egzaminu. Zdający zasadniczo nie może w czasie egzaminu korzystać z toalety, w nagłych przypadkach komisja pozwala jednak na wyjście z sali pod eskortą jednego z członków zespołu egzaminacyjnego.
Jeśli zdający ukończy pisanie i wyrazi chęć opuszczenia sali, zgłasza ten fakt komisji, której jeden z członków sprawdza poprawność kodowania i zabierze arkusz. Uczeń, który ukończył pisanie egzaminu i oddał swoją pracę, może opuścić salę. Inaczej ma się sprawa, gdy minie czas przeznaczony na dany arkusz – uczniowie zamykają go i odkładają na bok, odkładają również przybory do pisania. Komisja zbiera arkusz i kiedy już wszystkie zostały oddane, uczniowie mogą opuścić salę.
Uczeń zdaje przedmioty na takim poziomie, jaki zadeklarował pod koniec września. Nie ma możliwości zmiany pisanego poziomu w trakcie trwania egzaminu maturalnego (zezwalały na to przepisy przejściowe w 2005 roku).
Po zakończonym egzaminie, arkusze są zbierane i zabezpieczane w obecności przedstawiciela egzaminowanych. Pod koniec dnia odbiera je kurier. Nie są jawne ani dane egzaminatora, ani miejscowość, w której sprawdzane będą arkusze danej szkoły. Wyniki są wysyłane do szkół dopiero pod koniec czerwca (w roku 2013 był to 28 czerwca).

### Kodowanie arkuszy
Prace uczniów z każdego przedmiotu części pisemnej są kodowane. Zwiększa to obiektywność sprawdzania pracy, gdyż egzaminator nie może zasugerować się ani nazwiskiem, ani miejscowością, z której arkusz pochodzi. Zdający mają zakaz podpisywania się w wypracowaniach (szczególnie z języków obcych, gdzie zamiast swojego imienia i nazwiska w tekstach użytkowych należy wstawić XYZ). Dane ucznia zakodowane są na trzy sposoby:
- zamiast imienia i nazwiska zdający musi podać swój numer PESEL w dwóch miejscach – na początku arkusza oraz przy karcie oceny. Jest ona sprawdzana komputerowo, więc zapis numeru identyfikacyjnego polega na zaczernieniu pól przy odpowiednich cyfrach;
- uczeń otrzymuje komplet dwóch naklejek z kodem paskowym danej placówki, które nakleja w odpowiednich miejscach – na pierwszej i ostatniej stronie arkusza. Zabronione jest podawanie danych szkoły;
- w niektórych komisjach egzaminacyjnych obowiązuje również numer zdającego, ułatwiający wewnętrzną identyfikację w szkole.

### Dostosowanie
- Absolwenci ze specyficznymi trudnościami w uczeniu się, chorzy lub niesprawni czasowo oraz niepełnosprawni lub niedostosowani społecznie mają prawo przystąpić do egzaminu maturalnego w warunkach i formie dostosowanych do indywidualnych potrzeb psychofizycznych, odpowiednio na podstawie opinii lub zaświadczenia lekarskiego wydanego przez lekarza specjalistę lub orzeczenia o potrzebie kształcenia specjalnego.
- Za dostosowanie warunków i formy przeprowadzania egzaminu maturalnego odpowiada przewodniczący szkolnego zespołu egzaminacyjnego.
- Wniosek o dostosowanie egzaminu należy złożyć do 15 października roku szkolnego, w którym odbywa się egzamin (nie dotyczy wypadków losowych). Do wniosku należy dołączyć dokumenty potwierdzające dysfunkcję zdającego.

Osoby niesłyszące mają prawo do:
- arkuszy egzaminacyjnych dla poziomu podstawowego z: języka polskiego, języka obcego nowożytnego, historii i wiedzy o społeczeństwie, dostosowanych dla osób niesłyszących;
- zwolnienia z części ustnej oraz w części pisemnej ze sprawdzania umiejętności rozumienia ze słuchu egzaminu maturalnego z języka obcego nowożytnego;
- wydłużenia czasu trwania części pisemnej egzaminu w przypadku arkuszy standardowych do 30 minut, z wyjątkiem arkusza egzaminacyjnego II z języka obcego nowożytnego;
- obecności w zespole egzaminacyjnym surdopedagoga lub tłumacza języka migowego;
- zdawania części ustnej egzaminu z języka polskiego w języku migowym lub przygotowania prezentacji na piśmie.

Osoby słabo słyszące mają prawo do:
- korzystania z urządzeń technicznych odpowiednich do wady słuchu.

Osoby z niepełnosprawnością ruchową (z powodu urazu kręgosłupa, porażenia mózgowego, postępującego zaniku mięśni, wrodzonej łamliwości kości, amputacji kończyn lub niewykształconych kończyn i in.) mają prawo do:
- zdawania egzaminu maturalnego w domu lub szpitalu, jeśli wymaga tego stan zdrowia zdającego.

Niepełnosprawni ruchowo w zakresie kończyn górnych mają prawo do:
- wydłużenia czasu trwania części pisemnej egzaminu w przypadku każdego arkusza o 30 minut;
- pisania pracy na komputerze lub maszynie do pisania, w zależności od opanowanej techniki, zgodnie ze szczegółową instrukcją dyrektora komisji okręgowej;
- dyktowania pracy członkowi zespołu egzaminacyjnego, który zapisuje treść pracy odręcznie lub za pomocą komputera przy jednoczesnym zapisie wypowiedzi zdającego na kasecie audio, w przypadku gdy zdający nie potrafi, bądź też nie może pisać na komputerze lub maszynie do pisania. Kaseta audio stanowi integralną część arkusza egzaminacyjnego i podlega ocenianiu przez egzaminatora.

Niepełnosprawni ruchowo w zakresie kończyn dolnych mają prawo do:
- organizacji transportu, jeśli istnieje taka konieczność;
- miejsca pracy dostosowanego do jego potrzeb, w przypadku kiedy porusza się na wózku inwalidzkim;
- dostępu do przystosowanych urządzeń sanitarnych.

Osoby z chorobami przewlekłymi mają prawo do:
- wydłużenia czasu egzaminu o dodatkowe przerwy, o łącznym czasie do 30 minut, w przypadku zdawania egzaminu w szkole;
- dostosowania warunków zdawania egzaminu odpowiednio do specyfiki jego choroby w przypadku zdawania egzaminu w domu lub placówce, w której jest leczony.

Osoby z zaburzeniami psychicznymi i nerwicowymi (schizofrenia, psychozy afektywne, ciężkie postacie nerwic, ciężkie zaburzenia psychosomatyczne płynące ze strony układu pokarmowego, krążenia i oddechowego) mają prawo do:
- dostosowania warunków zdawania egzaminu odpowiednio do specyfiki jego choroby.

Osoby z zaburzeniami w komunikacji językowej (jąkanie się) mają prawo do:
- wydłużenia czasu trwania części ustnej egzaminu o 15 minut;
- uzupełnienia wypowiedzi w części ustnej egzaminu zapisem sporządzonym przez zdającego w przypadku niemożności udzielenia płynnej odpowiedzi ze względów emocjonalnych lub logopedycznych.

Osoby ze specyficznymi trudnościami w uczeniu się (dysleksja rozwojowa) mają prawo do:
- pisania pracy na komputerze lub maszynie do pisania, w zależności od opanowanej techniki, zgodnie ze szczegółową instrukcją dyrektora komisji okręgowej, gdy głębokość zaburzenia grafii uniemożliwia odczytanie i prawidłowe ocenienie pracy;
- odpowiednio dostosowanych kryteriów oceniania pracy.

### Zwolnienia
Laureat lub finalista olimpiady przedmiotowej wymienionej w komunikacie Dyrektora CKE jest zwolniony z egzaminu maturalnego z danego przedmiotu. Uzyskuje on maksymalny wynik (100%). Na świadectwie dojrzałości podaje się także informację, że zdający jest laureatem lub finalistą olimpiady przedmiotowej.

## Kontrowersje i krytyka
Nowa formuła egzaminu maturalnego wzbudza wiele kontrowersji. Głosy sprzeciwu i wątpliwości pojawiają się wśród uczniów, nauczycieli, dyrektorów szkół i rodziców uczniów.

### Krytyka ze strony uczniów
Uczniowie są najliczniejszą grupą, którą dotykają wątpliwości odnośnie do nowej formuły przeprowadzania egzaminu maturalnego. Najczęściej krytykowane są bardzo szczegółowe i jednostronne modele punktowania – według uczniów zabijają one indywidualne interpretacje utworu. W pulę punktów wliczona jest ich pewna liczba za walory specjalne pracy (4 punkty), nie pozwalając tym samym oryginalnej, poprawnej merytorycznie pracy ucznia na uzyskanie dużej liczby punktów. Jednakże od roku szkolnego 2014/2015 praca maturalna z języka polskiego jest oceniana według kryteriów holistycznych. Zlikwidowany został klucz punktowania.
Poddawana krytyce jest również ustna prezentacja z języka polskiego. Według uczniów nie jest ona obiektywna – formuła nowej matury nie zapobiega oszustwom i naciągnięciom (zamawianie prac na zlecenie), jest bardziej stresująca i promuje uczniów o lepszym statusie materialnym (dostęp do większej liczby publikacji, rekwizytów czy środków wizualnych). Zwraca się też uwagę na to, że osobom, mającym odpowiednie koneksje rodzinne (nauczyciel języka polskiego w rodzinie, rodzeństwo studiujące humanistykę itp.) łatwiej napisać lepszą prezentację i dostać wyższą notę punktową. Część uczniów jest sfrustrowana nie do końca jawnym systemem punktowania treści i języka prezentacji ustnej, jak również brakiem informacji o przyczynie ewentualnego odjęcia punktów. Jednakże w roku szkolnym 2014/2015 prezentacja maturalna w liceach ogólnokształcących została zastąpiona wypowiedzą przygotowywaną ad hoc przez zdającego.
Zwraca się również uwagę na niedopatrzenia i uchybienia twórców pytań – na przykład poprawne rozwiązanie zadania maturalnego z informatyki w roku 2005 nie mieściło się na wynikowej dyskietce, a zdarzające się pomniejsze błędy w poleceniach były czasem dezinformujące. Uczniowie oceniają poziom matury generalnie za średnio trudny, lecz żalą się przeważnie na brak odpowiedniej ilości czasu na analizę i rozwiązanie zadania (dotyczy to zwłaszcza dziedzin ścisłych, takich jak matematyka czy informatyka). Znaczna część osób, zdających maturę w 2005 roku, zarzuca Ministerstwu Edukacji Narodowej złe stopniowanie poziomów trudności matury próbnej i tej prawdziwej. Matura próbna była – według ich oceny – względnie prosta i mało wymagająca, podczas gdy prawdziwa okazała się wielokrotnie trudniejsza. Zdarzają się również nierzadko głosy, że arkusz podstawowy z niektórych przedmiotów zawiera trudniejsze zadania, aniżeli rozszerzony (najczęściej wymienia się jako przykłady arkusze z języka polskiego, historii i matematyki).
Spotyka się również głosy, że szansa na zdanie matury w dużej mierze zależała od wybranego przedmiotu obowiązkowego – znaczna część uczniów dostrzega dysproporcje pomiędzy stopniem złożoności zadań. Inna rzecz, na którą narzekają uczniowie, to brak jakiegokolwiek wyboru – na przykład na starej maturze z matematyki wybierało się 3 z 5 zadań, podczas gdy na nowej takiego wyboru nie ma. Podobnie ma się sprawa odnośnie do historii – stara matura umożliwiała wybór zdawanej epoki – nowa takiej możliwości nie daje.

### Krytyka ze strony nauczycieli
Bulwersującym stanem rzeczy dla środowiska nauczycieli jest sztywne stanowisko władz oświatowych odnośnie do wynagradzania za pracę przy sprawdzaniu matur. Ich zdaniem wynagrodzenie rzędu 8-10 zł za arkusz nie jest wystarczającym ekwiwalentem pracy, polegającej na ciągłym sprawdzaniu prac w izolowanych warunkach przez wiele godzin dziennie. Nauczyciele mają również wiele zastrzeżeń co do kluczy i schematów punktowania – zdarzają się określenia i sytuacje niejednoznaczne, a sztywny model prawidłowych odpowiedzi nie pozwala na jakąkolwiek elastyczność w sprawdzaniu. Naukowcy i nauczyciele krytykują sposób oceny pisemnego egzaminu z języka polskiego na poziomie podstawowym. Dokonuje się go mechanicznie, a to dyskryminuje oryginalne odpowiedzi i interpretacje. Jednakże egzamin maturalny z języka polskiego został zmieniony w roku szkolnym 2014/2015.
Ze szkół napływają sygnały, że specyfika nowej matury ustnej z języka polskiego sprzyja nadużyciom. Okazuje się, że pracę, którą uczeń powinien opracować samodzielnie, można bez trudu kupić. Niektórzy nauczyciele domagają się zrezygnowania z ustnej prezentacji samodzielnie wybranych przez abiturienta zagadnień. Prezentacja maturalna nie dotyczy absolwentów liceum ogólnokształcącego zdających egzamin maturalny od roku szkolnego 2014/2015.
22 stycznia 2005 w Krakowie naukowcy z Polskiej Akademii Umiejętności i Inicjatywy Małopolskiej im. Władysława Łokietka dyskutowali o błędach nowej matury. Na specjalnie zorganizowanej konferencji prasowej udowadniali, że próbna matura jest słabo przygotowana. Arkusze z wielu przedmiotów zawierały błędy i nieścisłości, sporządzono je niedbale i bez wcześniejszego sprawdzenia.

### Krytyka ze strony dyrektorów szkół
Dyrektorzy szkół wskazują jako wady głównie absurdalne niekiedy wymogi techniczne i nadmierną biurokrację. Przykładem jest konieczność wyposażenia pracowni informatycznych w odpowiednie, wybrane przez zdających licencjonowane oprogramowanie, zapewnienie bezpiecznego przechowania arkuszy, protokołowanie większości czynności, szczegółowe przepisy odnośnie do zachowania się członków komisji podczas egzaminu itp. Większość też narzeka na specyficzny sposób odbioru czystych i przekazu napisanych arkuszy maturalnych – wymogiem jest osobisty odbiór paczki kurierskiej między godziną 4:00 a 7:00, oraz przekazanie kurierowi wypełnionych arkuszy między godziną 20:00 a 23:00. Wydłuża to znacznie dzień pracy dyrektora danej placówki.
Osobną kwestią pozostaje długotrwałość egzaminów, co powoduje, że zakłócony zostaje szkolny porządek, pojawiają się problemy z koniecznymi zastępstwami nauczycieli, będących członkami komisji itp. Tym faktem zaniepokojeni są również rodzice uczniów klas I-II, w których przez ponad miesięczny okres matur nie odbywa się część lekcji.

### Krytyka ze strony rodziców
Pomijając subiektywne odczucia i ambicje rodziców wobec swoich córek i synów, coraz częściej na plan pierwszy wychodzi inna niedogodność nowej matury – rodzice uczniów z klas niematuralnych są zniesmaczeni faktem, że poprzez długotrwały okres matur uczniom młodszych klas przepada wiele lekcji, szczególnie języka polskiego. Jest to wynik tego, iż na czas matur ustnych w szkole musi działać jednocześnie kilka komisji, które na czas zdołałyby przeprowadzić egzaminy dla wszystkich uczniów. Na maturze 2006 przerwa taka występowała dwa razy przez dodatkową styczniową sesję dla maturzystów. Od matury 2007 powrócono do jednego terminu zdawania matur.

### Zalety nowej matury
Dzięki nowemu modelowi matury wyeliminowano egzaminy wstępne z procesu rekrutacji na większość uczelni. Wyniki matury są akceptowane przez większość uczelni wyższych w Polsce. Jasno jest też sprecyzowane, co maturzysta powinien umieć, aby dostać się na studia.

### Wady nowej matury
Wielu nauczycieli, jak i uczniów uważa, że w trzyletnim liceum jest za mało czasu, aby w pełni zrealizować cały program szkolny. Dostępne godziny lekcyjne pozwalają wyłożyć niezbędną wiedzę, nie starcza jednak czasu na ćwiczenie umiejętności maturalnych, na których bazuje matura. W takiej sytuacji trudno jest mówić o skuteczności szkolnych przygotowań do matury. Stąd też nadal utrzymuje się duża liczba uczniów pobierających prywatne lekcje i uczęszczających na kursy przedmaturalne, których (szczególnie tych drugich) skuteczność jest łatwo mierzalna. Obiektywną jej miarą jest wskaźnik przyrostu procentowego liczby punktów na kolejnych egzaminach próbnych przeprowadzanych na takim kursie maturalnym. Przyrost procentowy liczby punktów na ostatniej maturze w stosunku do pierwszej jest miarą poczynionych postępów przez danego kursanta.